# Basiothia onotherina
Basiothia onotherina är en fjärilsart som beskrevs av Martyn 1797. Basiothia onotherina ingår i släktet Basiothia och familjen svärmare. Inga underarter finns listade i Catalogue of Life.